# Gary Stewart
Gary Ronnie Stewart (* 28. Mai 1944 in Jenkins, Kentucky; † 16. Dezember 2003 in Fort Pierce, Florida) war ein US-amerikanischer Countrymusiker, -sänger und Liedtexter. Er war bekannt für seine markante, vibrierende Stimme und seinen als Outlaw-Country bezeichneten Stil, ein Mix aus Honky Tonk und Southern Rock. Während seiner größten Erfolge und Beliebtheit, Mitte der 1970er, beschrieb ihn das Time-Magazin als King of honkytonky. Tatsächlich gilt er als einer der größten Honky-Tonk-Musiker dieser Ära.

## Kindheit und Beginn seiner Karriere
Gary Stewart, benannt nach dem Schauspieler Gary Cooper, kam in der Stadt Jenkins in Letcher County, Kentucky, als Sohn von George und Georgia Stewart zur Welt. Sein Vater war Bergarbeiter; 1959 zog er sich bei der Arbeit eine schwere Verletzung zu, woraufhin die Familie nach Fort Pierce zog, eine Stadt an Floridas Atlantikküste.
Er lernte Gitarre und Klavier spielen und begann mit lokalen Bands aufzutreten. Schon früh schrieb er eigene Lieder. Als er 17 war, heiratete er Mary Lou Taylor und begann tagsüber in einer Flugzeugfabrik zu arbeiten. Nachts spielte er mit Country- und Rock-Bands. Bei einem Auftritt in  Okeechobee lernte er den Sänger Mel Tillis kennen, der ihm riet, nach Nashville zu fahren, um seine Songs einzuspielen. Er spielte dort für das kleine Plattenlabel Cory ein paar Songs ein und fing an mit dem Polizisten Bill Eldridge an neuen Stücken zu arbeiten. Die beiden schrieben zum Beispiel Stonewall Jacksons Countryhit Poor Red Georgia Dirt. Nachdem er 1968 einen Plattenvertrag bei Kapp Records bekommen hatte, veröffentlichte er ein paar Aufnahmen, die sich aber schlecht verkauften. Jedoch konnte er einige Erfolge als Liedtexter verbuchen, so z. B. Billy Walkers She Goes Walking Trough My Mind, Traces of a Woman und It's Time to Love Her, Cal Smiths You Can't Housebreak a Tomcat und It Takes Me All Night Long und Nat Stuckeys See Thang And Cisco. Er spielte sogar eine Zeit lang Klavier in Charley Prides Band The Pridesmen und ist auch auf dem Livedoppelalbum In Person zu hören. Da er aber als Sänger keinen Erfolg in Nashville hatte, kehrte er nach Florida zurück und spielte wieder in kleinen Klubs und Bars.

## Höhepunkt der Karriere
Stewarts Verträge mit Kapp und später mit Decca wurden bald gekündigt. Jedoch gelangten ein paar Demos an den Produzenten Roy Dea, der Jerry Bradley davon überzeugte, Gary bei RCA Records unter Vertrag zu nehmen. Er ging 1973 wieder zurück nach Nashville und nahm dort eine Coverversion von dem Allman Brothers Song Ramblin’ Man auf. Beide Allmans waren mit Gary befreundet. Der Song kam jedoch lediglich bis Platz 63 in den amerikanischen Country-Charts. 1974 landete er dann mit Drinkin’ Thing seinen ersten Top-Ten-Hit. Im Jahr darauf veröffentlichte er sein zweites Album Out of Hand. Die Singles Out of Hand und She’s Actin’ Single (I’m Drinkin’ Doubles) kamen auf Platz vier und eins.
Out of Hand schaffte es bis auf Platz sechs der Country-Charts und ist eines der meistgelobten Country-Alben der 1970er Jahre. Es erhielt viele positive Kritiken von Musikkritikern und Magazinen wie dem Rolling Stone oder dem All Music Guide.
MCA veröffentlichte daraufhin seine alten Demos von Kapp und Stewart landete mit der Single You’re Not the Woman You Used to Be auf Platz 15. Den Rest der 1970er Jahre veröffentlichte er mäßig erfolgreiche Alben für RCA und tourte mit seiner Band The Honkey Tonk Liberation Army. 1976 veröffentlichte er Steppin’ Out, 1977 Your Place or Mine (mit Nicolette Larson, Emmylou Harris und Rodney Crowell als Gästen) und 1978 Little Junior. Die Singles brachten ihm einige Top-40-Erfolge ein.

## Nachlassender Erfolg und Tod
Obwohl seine Alben aus den 1970ern gut von der Presse aufgenommen wurden und er eine treue Fangemeinde hatte, konnte er nie ein größeres Publikum erreichen. Er galt als zu Country-lastig für die Rockszene und zu rockig für die Countryszene. 1980 veröffentlichte er die von den Chips Moman produzierte Platte Cactus and a Rose mit Gregg Allman, Dickey Betts, Mike Lawler und Bonnie Bramlett als Gästen. 1982 und 1983 folgten zwei Alben, die Stewart mit Dean Dillon aufnahm.
Während der 1980er Jahre nahm sein Alkohol- und Drogenkonsum zu und hielt ihn die meiste Zeit vom kreativen Arbeiten ab. Ein weiterer Schicksalsschlag war der Tod seines Sohnes Gary Joseph „Joey“ (1962–1988), der Selbstmord beging.
1988 unterschrieb Stewart einen Vertrag bei Hightone und nahm dort drei Alben auf. Diese enthielten Songs wie An Empty Glass (That’s the Way the Day Ends) (von Stewart und Dillon), Let’s Go Junkin’ (von Stewart und Betts) und Brand New Whiskey (von Stewart und seiner Frau).
Die meiste Zeit der 1990er Jahre tourte er durch die USA. 2003 veröffentlichte er dann auch ein im Billy Bob’s Texas aufgezeichnetes Livealbum, sein erstes Album seit zehn Jahren und sein erstes Livealbum überhaupt.
Am 26. November 2003, einen Tag vor Thanksgiving, starb seine Frau Mary Lou, mit der Stewart 43 Jahre verheiratet gewesen war, an einer Lungenentzündung. Stewart sagte daraufhin alle seine Konzerte ab. Am 16. Dezember wurde er tot in seinem Haus aufgefunden. Er starb an einer Schusswunde, die er sich selbst zugefügt hatte. Seine Tochter Shannon veröffentlichte 2016 einen Trailer zu einer geplanten Dokumentation über den Country-Musiker.

## Diskografie

### Alben
| Jahr | Titel               | Höchstplatzierung, Gesamtwochen, AuszeichnungChartplatzierungen (Jahr, Titel, Platzierungen, Wochen, Auszeichnungen, Anmerkungen) | Höchstplatzierung, Gesamtwochen, AuszeichnungChartplatzierungen (Jahr, Titel, Platzierungen, Wochen, Auszeichnungen, Anmerkungen) | Anmerkungen          |
| Jahr | Titel               | US | Country | Anmerkungen          |
| ---- | ------------------- | --- | --- | -------------------- |
| 1975 | Out of Hand         | — | Country6 (30 Wo.)Country | RCA                  |
| 1976 | Steppin’ Out        | — | Country15 (11 Wo.)Country | RCA                  |
| 1977 | Your Place or Mine  | — | Country17 (16 Wo.)Country | RCA                  |
| 1978 | Little Junior       | — | Country35 (8 Wo.)Country | RCA                  |
| 1979 | Gary                | — | Country45 (2 Wo.)Country | RCA                  |
| 1980 | Cactus and a Rose   | US165 (3 Wo.)US | Country49 (9 Wo.)Country | RCA                  |
| 1982 | Brotherly Love      | — | Country23 (12 Wo.)Country | RCA; mit Dean Dillon |
| 1983 | Those Were the Days | — | Country54 (7 Wo.)Country | RCA; mit Dean Dillon |
| 1988 | Brand New           | — | Country60 (11 Wo.)Country | Hightone             |

Weitere Alben
- 1975: You’re Not the Woman You Used to Be (MCA)
- 1990: Battleground (Hightone)
- 1993: I’m a Texan (Hightone)
- 2003: Live at Billy Bob’s (Smith Music Group)

### Kompilationen
- 1981: Greatest Hits
- 1984: 20 of the Best
- 1997: The Essential Gary Stewart
- 2002: Gary’s Greatest
- 2002: Best of the Hightone Years

### Singles
| Jahr | Titel Album                                            | Höchstplatzierung, Gesamtwochen, AuszeichnungChartsChartplatzierungen (Jahr, Titel, Album, Platzierungen, Wochen, Auszeichnungen, Anmerkungen) | Anmerkungen     |
| Jahr | Titel Album                                            | Country | Anmerkungen     |
| ---- | ------------------------------------------------------ | --- | --------------- |
| 1973 | Ramblin’ Man –                                         | Country63 (7 Wo.)Country |                 |
| 1974 | Drinkin’ Thing Out of Hand                             | Country10 (18 Wo.)Country |                 |
| 1974 | Out of Hand                                            | Country4 (16 Wo.)Country |                 |
| 1975 | She’s Actin’ Single (I’m Drinkin’ Doubles) Out of Hand | Country1 (13 Wo.)Country |                 |
| 1975 | You’re Not the Woman You Used to Be                    | Country15 (15 Wo.)Country |                 |
| 1975 | Flat Natural Born Good-Timin’ Man Steppin’ Out         | Country20 (12 Wo.)Country |                 |
| 1976 | Oh, Sweet Temptation Steppin’ Out                      | Country23 (13 Wo.)Country |                 |
| 1976 | In Some Room Above the Street Steppin’ Out             | Country15 (14 Wo.)Country |                 |
| 1976 | Your Place or Mine                                     | Country11 (13 Wo.)Country |                 |
| 1977 | Ten Years of This Your Place or Mine                   | Country16 (12 Wo.)Country |                 |
| 1977 | Quits Steppin’ Out                                     | Country26 (13 Wo.)Country |                 |
| 1978 | Whiskey Trip Little Junior                             | Country16 (12 Wo.)Country |                 |
| 1978 | Single Again Little Junior                             | Country36 (8 Wo.)Country |                 |
| 1978 | Stone Wall (Around Your Heart) Little Junior           | Country41 (9 Wo.)Country |                 |
| 1979 | Shady Streets Little Junior                            | Country66 (5 Wo.)Country |                 |
| 1979 | Mazelle Little Junior                                  | Country75 (3 Wo.)Country |                 |
| 1980 | Cactus and a Rose                                      | Country48 (9 Wo.)Country |                 |
| 1980 | Are We Dreamin’ the Same Dream Cactus and a Rose       | Country66 (4 Wo.)Country |                 |
| 1981 | Let’s Forget That We’re Married –                      | Country72 (4 Wo.)Country |                 |
| 1981 | She’s Got a Drinking Problem –                         | Country36 (11 Wo.)Country |                 |
| 1982 | Brotherly Love                                         | Country41 (11 Wo.)Country | mit Dean Dillon |
| 1982 | She Sings Amazing Grace Brotherly Love                 | Country83 (4 Wo.)Country | mit Dean Dillon |
| 1983 | Those Were the Days Brotherly Love                     | Country47 (12 Wo.)Country | mit Dean Dillon |
| 1983 | Smokin’ in the Rockies Brotherly Love                  | Country71 (4 Wo.)Country | mit Dean Dillon |
| 1984 | Hey, Bottle of Whiskey –                               | Country75 (7 Wo.)Country |                 |
| 1984 | I Got a Bad Attitude –                                 | Country64 (7 Wo.)Country |                 |
| 1988 | Brand New Whiskey Brand New                            | Country63 (7 Wo.)Country |                 |
| 1989 | An Empty Glass (That’s the Way the Day Ends) Brand New | Country65 (9 Wo.)Country |                 |
| 1989 | Rainin’ Rainin’ Rainin’ Brand New                      | Country77 (3 Wo.)Country |                 |